# Murchisonovi slapovi
Murchisonovi slapovi, znani tudi kot slapovi Kabalega so slapovi na severu Albertovega jezera na Belem Nilu v Ugandi. Na vrhu Murchisonovih slapov se Nil prebije skozi vrzel v skalah, široko le 7 m), in pada 43 m, preden teče proti zahodu v Albertovo jezero. Iztok Viktorijinega jezera pošilja okoli 300 m3/s vode čez slapove, stisnjene v sotesko, široko manj kot 10 m.
Nekateri zgodovinarji verjamejo, da je skupina rimskih legionarjev, ki jih je poslal Neron, da raziščejo Nil, morda dosegla Murchisonove slapove leta 61 našega štetja, vendar obstajajo velike polemike o izvedljivosti tega, kar bi bil zelo težak dosežek.
Samuel Baker in Florence Baker sta bila prva Evropejca, ki sta zagotovo videla slap. Baker jih je poimenoval po Rodericku Murchisonu, predsedniku Kraljeve geografske družbe. Slapovi so dobili ime po okoliškem narodnem parku Murchisonovi slapovi.
Med režimom Idi Amina v 1970-ih je bilo ime spremenjeno v slapovi Kabalega, po Omukami, kralju Kabalege iz Bunyora, čeprav to ni bilo nikoli zakonsko razglašeno. Po Aminovem padcu se je ime vrnilo v Murchisonovi slapovi. Še vedno se včasih imenuje slap Kabalega.
Ernest Hemingway je leta 1954 strmoglavil letalo tik dolvodno od Murchisonovih slapov. Avgusta 2019 je Uganda zavrnila projekt hidroelektrarn južnoafriške družbe Bonang Power and Energy, da bi ohranila slapove, eno najbolj donosnih turističnih krajev v državi.